# Bactris hondurensis
Bactris hondurensis é uma espécie de palmeira pertencente à família Arecaceae. É originária da América Central até o Equador onde se distribui por Costa Rica, Honduras, Nicarágua, Panamá, Colômbia e Equador.

## Sinonímia
- Bactris obovata H.Wendl. in O.C.E.de Kerchove de Denterghem, Palmiers: 234 (1878), nom. nud.
- Bactris villosa H.Wendl. ex Hemsl., Biol. Cent.-Amer., Bot. 3: 413 (1885), nom. nud.
- Bactris pubescens Burret, Repert. Spec. Nov. Regni Veg. 34: 197 (1934).
- Bactris standleyana Burret, Repert. Spec. Nov. Regni Veg. 34: 199 (1934).
- Bactris wendlandiana Burret, Repert. Spec. Nov. Regni Veg. 34: 198 (1934).
- Bactris paula L.H.Bailey, Gentes Herb. 6: 226 (1943).
- Yuyba paula (L.H.Bailey) L.H.Bailey, Gentes Herb. 8: 173 (1949).[1]